# Rajnath Singh
Rajnath Singh (sinh ngày 10 tháng 7 năm 1951) là một chính trị gia Ấn Độ, giữ chức Bộ trưởng Quốc phòng Ấn Độ. Ông là cựu Chủ tịch Đảng Bharatiya Janata. Trước đây, ông từng là Thủ hiến của Uttar Pradesh và là Bộ trưởng Nội các trong Chính phủ Vajpayee. Ông là Bộ trưởng Nội vụ trong Bộ Modi đầu tiên. Ông cũng đã từng là Chủ tịch của BJP hai lần, tức là 2005 đến 2009 và 2013 đến 2014. Ông là một nhà lãnh đạo kỳ cựu của BJP, người bắt đầu sự nghiệp của mình với tư cách là RSS Swayamsevak. Ông là người ủng hộ tư tưởng Hindutva của đảng.
Ông đã từng là Thành viên quốc hội, Lok Sabha hai lần từ Lucknow (khu vực bầu cử Lok Sabha) và một lần từ Ghaziabad (khu vực bầu cử Lok Sabha). Ông cũng hoạt động trong Chính trị Nhà nước và vẫn giữ chức MLA từ Haidergarh (khu vực bầu cử hội đồng) hai lần với chức vụ Bộ trưởng.